# Usula
Usula (łac. Usulensis) - stolica historycznej diecezji w Cesarstwie Rzymskim w prowincji Byzacena. Obecnie ruiny tego miasta znajdują się na terenie Tunezji nieopodal miasta Safakis. Obecnie jest to katolickie biskupstwo tytularne. Do czasów dzisiejszych zachowało się informacje o sześciu biskupach tego miejsca. Pierwszym biskupem był Boliwijczyk, Fernando de Ocampo z zakonu franciszkanów - koadiutor archidiecezji Santa Cruz de la Sierra. W latach 2015 - 2025  na stolicy tej zasiadał polski biskup Piotr Turzyński - biskup pomocniczy radomski. To pierwszy Polak zasiadający na tej stolicy.

## Biskupi tytularni
| Lp. | Biskup                           | Funkcja                                                                                            | Od               | Do                   |
| --- | -------------------------------- | -------------------------------------------------------------------------------------------------- | ---------------- | -------------------- |
| 1   | Fernando de Ocampo OFM           | biskup koadiutor Santa Cruz de la Sierra (Boliwia)                                                 | 14 grudnia 1620  | 1621                 |
| 2   | Luigi Maria di Gesu Pianazzi OCD | wikariusz apostolski Malabar (Indie)                                                               | 30 marca 1784    | 2 kwietnia 1802      |
| 3   | James Yorke Bramston             | biskup koadiutor Londynu, później wikariusz apostolski tamże (Wielka Brytania)                     | 4 lutego 1823    | 11 lipca 1836        |
| 4   | Gaetano Antonio Mulsuce CO       | wikariusz apostolski Kolombo (Sri Lanka)                                                           | 24 maja 1843     | 25 stycznia 1857     |
| 5   | Beniamino Geremia OFM            | biskup koadiutor Jinan (Chiny)                                                                     | 18 lipca 1884    | 29 grudnia 1888      |
| 6   | Jacques Roissant                 | biskup pomocniczy Nikopolu (Bułgaria)                                                              | 21 marca 1901    | 6 kwietnia 1914      |
| 7   | Giacomo Laminne                  | biskup pomocniczy Liège (Belgia)                                                                   | 25 stycznia 1919 | 23 października 1924 |
| 8   | Natale de Cleene CIM             | biskup koadiutor Léopoldvillea, później wikariusz apostolski tamże (Demokratyczna Republika Konga) | 18 grudnia 1924  | 7 października 1942  |
| 9   | Nicolás Eugenio Navarro          | biskup pomocniczy Caracas (Wenezuela)                                                              | 9 lutego 1943    | 23 kwietnia 1952     |
| 10  | Giuseppe Carraro                 | biskup pomocniczy Treviso (Włochy)                                                                 | 29 września 1952 | 9 kwietnia 1956      |
| 11  | José Vázquez Díaz O. de. M.      | biskup koadiutor Bom Jesus do Gurguéia, później prałat tamże (Brazylia)                            | 8 lipca 1956     | 26 maja 1978         |
| 12  | Paul Poupard                     | biskup pomocniczy Paryża (Francja)                                                                 | 2 lutego 1979    | 25 maja 1985         |
| 13  | Giovanni Marra                   | biskup pomocniczy Rzymu (Włochy)                                                                   | 7 czerwca 1986   | 14 listopada 1989    |
| 14  | Giovanni Giudici                 | biskup pomocniczy Mediolanu (Włochy)                                                               | 9 czerwca 1990   | 1 grudnia 2003       |
| 15  | Gabino Miranda Melgarejo         | biskup pomocniczy Ayacucho (Peru)                                                                  | 3 lipca 2004     | 24 maja 2013         |
| 16  | Piotr Turzyński                  | biskup pomocniczy Radomia (Polska)                                                                 | 17 stycznia 2015 | 14 kwietnia 2025     |